# Vehilius
Vehilius is een geslacht van vlinders van de familie dikkopjes (Hesperiidae), uit de onderfamilie Hesperiinae.

## Soorten
- V. almoneus Schaus, 1902
- V. barrosi Mielke, 1968
- V. clavicula (Plötz, 1884)
- V. chinta Schaus, 1902
- V. gorta Evans, 1955
- V. inca (Scudder, 1872)
- V. lugubris Lindsey, 1925
- V. madius Bell, 1941
- V. putus Bell, 1941
- V. stictomenes (Butler, 1877)
- V. vetula (Mabille, 1878)
- V. vetus Mielke, 1969